# Graft
Graft foi um seriado estadunidense de 1915, gênero drama, estrelado por Harry Carey e Jane Novak. Dirigido por George Lessey e Richard Stanton, foi produzido e distribuído pela Universal Pictures, e veiculou nos cinemas estadunidenses entre 11 de dezembro de 1915 e 23 de abril de 1916.
Este seriado é considerado perdido.

## Elenco

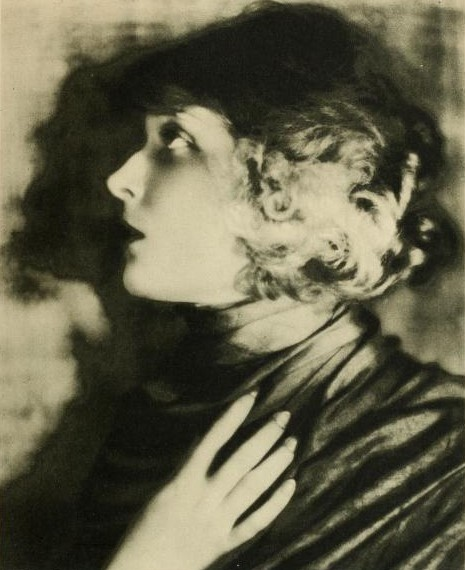
Jane Novak, atriz do seriado.

- Harry Carey - Tom Larnigan (Episódios 4-12). Carey assumiu a partir do 4º capítulo, no lugar de Hobart Henley.
- Hobart Henley - Bruce Larnigan (Episódios 1-3)
- Jane Novak - Dorothy Maxwell
- Richard Stanton - Robert Harding
- Glen White - Stanford Stone
- Nanine Wright - Mrs. Larnigan
- Mark Fenton - Roger Maxwell
- Mina Cunard - Kitty Rockford
- Jack Connolly - Ben Travers (creditado Jack F. Connolly)
- Jack Abbott - Jim Stevens (creditado Jack F. Abbott)
- Wadsworth Harris - Mark Gamble
- Margaret Mayburn
- Eddie Polo
- J. Edwin Brown - (creditado Edward Brown)
- William T. Horne - (creditado W.T. Horne)
- Hayward Mack
- Burton Law - (creditado Bert Law)
- L. M. Wells - Roger Maxwell
- Fred Hearne
- Yona Landowska
- Rex De Rosselli
- Malcolm Blevins
- Violet Schram
- Rosita Marstini
- Fred Montague - (creditado Frederick Montague)
- E.P. Evers
- Andrew Arbuckle
- Gypsy Sartoris
- Hector Sarno - (creditado Hector V. Sarno)
- Mary Ruby
- Will E. Sheerer - Dudley Larnigan (creditado William Sheerer)
- Jack Curtis - Murphy
- Helen Orr
- Burton S. Wilson
- Cecil Spooner - (creditado Mr. Spooner)
- C.W. Bachman - (creditado Charles Bachman)
- Elmer Wilson
- Edward Clark - (creditado Frank MacQuarrie)
- George Bonn
- Mary Haines
- George A. McDaniel - (creditado Mr. McDaniels)

## Produção
De forma experimental, o roteiro foi escrito em rodízio por diversos escritores, tanto para a imprensa quanto para a filmagem. Cada capítulo teve um escritor diferente: Anna Katherine Green, Irvin S. Cobb, Louis Joseph Vance, Leroy Scott, Rupert Hughes, Zane Grey, James Philips Oppenheim, C.N. Williamson, A.M. Williamson, Wallace Irwin, Reginald Wright Kaufman, James Francis Dwyer, Mrs. Wilson Woodrow (Nancy Mann Woodrow), Joe Mitchell Chapple, Frederick Isham, George Bronson Howard, Nina Wilcox Putnam, Hugh C. Weir (creditado Hug Weir), Walter Woods, Joe Brandt.

## Capítulos
1. Liquor and the Law
2. The Tenement House Evil
3. The Traction Grab
4. The Power of the People
5. Grinding Life Down
6. The Railroad Monopoly
7. America Saved from War
8. Old King Coal
9. The Insurance Swindlers
10. The Harbor Transportation Trust
11. The Illegal Bucket Shops
12. The Milk Battle
13. Powder Trust and the War
14. The Iron Ring
15. The Patent Medicine Danger
16. The Pirates of Finance
17. The Queen of the Prophets
18. The Hidden City of Crime
19. The Photo Badger Game
20. The Final Conquest[2]

## O Seriado no Brasil
A estreia brasileira foi no Íris Theatre, em São Paulo, a 6 de agosto de 1916, sob o título “O Suborno”, veiculando até 9 de outubro de 1916. Também ficou conhecido no Brasil como "Os Defraudadores do Povo". Os capítulos foram exibidos sob os seguintes títulos:
1. A lei do álcool
2. A perversidade
3. O truste da traição
4. O poder do povo
5. Vida mártir
6. O truste das estradas de ferro
7. Salvando a América da guerra
8. O truste do carvão
9. O truste dos seguros
10. O truste das capatazias
11. Desconhecido
12. Desconhecido
13. O truste da pólvora e a guerra
14. O grupo do ferro
15. O perigo das drogas
16. Os piratas das finanças
17. A rainha dos profetas
18. A oculta cidade do crime
19. A cilada fotográfica
20. A conquista final